# 268242 Pebble
268242 Pebble è un asteroide della fascia principale. Scoperto nel 2005, presenta un'orbita caratterizzata da un semiasse maggiore pari a 2,1696477 UA e da un'eccentricità di 0,1873289, inclinata di 4,43137° rispetto all'eclittica.
L'asteroide è dedicato all'insegnante statunitense Pebble Johnson.